# Anita Hegerland
Anita Hegerland (Sandefjord, 3 maart 1961) is een Noorse zangeres.
Ze brak voor het eerst door als kindster in Zweden in 1970 met Mitt sommarlov, een liedje in het Zweeds op de melodie van La Golondrina.
Ze werd bekend bij het Duitstalige publiek in 1971 toen ze op 10-jarige leeftijd het lied Schön ist es auf der Welt zu sein opnam met Roy Black. Ze zong dit lied met Roy Black in de film Wenn mein Schätzchen auf die Pauke haut en het was ook te horen in de film Kinderarzt Dr Fröhlich en werd een grote hit. Anita en Roy wonnen twee gouden awards voor dit nummer, evenals de Gouden Leeuw van Radio Luxemburg en de Gouden Platen voor meer dan 1 miljoen verkochte platen. Het jaar daarop zongen ze allebei het nummer Verliebt und froh und heiter.
Hegerland verscheen ook samen met Roy Black in de filmkomedie Alter Kahn und junge Liebe (1973). In de jaren daarna waren er nog een paar muzikale duetten.
Na een gastoptreden op Mike Oldfields single Pictures in the Dark uit 1985, samen met Aled Jones en Barry Palmer, werd ze Oldfields partner van 1985 tot 1991. Samen hebben ze twee kinderen. Anita kreeg nog een derde kind van haar nieuwe partner. Ze woont in Noorwegen met haar huidige partner.
Naast haar vocale optredens op de Mike Oldfield-albums Islands en Earth Moving, bracht ze in 1994 de solo-cd Voices uit bij Virgin, waarvoor ze bekende muzikanten als Nik Kershaw, Howard Jones en John Uriel wist te strikken.
Ter gelegenheid van de 40e verjaardag van het nummer Schön ist es auf der Welt zu sein, nam ze het opnieuw op in een heavy metal-versie samen met Chris Boltendahl en de muzikanten van de band Grave Digger. Deze versie werd uitgebracht op 21 oktober 2011.
In de herfst van 2020 nam ze deel aan de muziekshow Stjernekamp bij de Noorse omroep Norsk rikskringkasting (NRK), waar ze in de tweede show van het seizoen werd uitgeschakeld.
Sinds 2019 staat ze op het podium met zangeres en muziekproducent Kay Dörfel. Ze zongen hun nieuw geproduceerde duet Life is a Miracle voor het eerst voor publiek op 9 oktober 2021, de 30e sterfdag van Roy Black.

## Discografie

### Albums
- 1970: Trollmannen Lurifiks Og Mange Andre (als Anita)
- 1970: Trylletrall (als Anita)
- 1980: Anita Hegerland
- 1983: All the Way
- 1985: Flørt
- 1994: Voices
- 2000: Anitas beste barnesanger
- 2011: Starfish

### Singles
- 1969: Du skulle kjøpe deg en tyrolerhatt (Ich kauf mir lieber einen Tirolerhut)
- 1970: En Sån Dag
- 1971: Schön ist es auf der Welt zu sein / Keine 10 Pferde (als Roy Black & Anita)
- 1971: Papi und Mami / Cowboy Susie
- 1972: Da er det skjønt å være til (Schön ist es auf der Welt zu sein) (met Roy Black)
- 1972: Glück in der Tasche / Der frechste Spatz vom Campingplatz
- 1972: Kinderwunsch / Potpourri (kerstliederen)
- 1973: Verliebt und froh und heiter / Zeig mir die Welt (als Roy Black & Anita)
- 1974: En Ganske Almindelig Dag
- 1976: Motorrad / Sag mir wer hat die Liebe erfunden
- 1976: Schön ist es auf der Welt zu sein (Roy Black & Anita)
- 1980: It’s Too Late / Mucho Mucho
- 1985: Pictures in the Dark (met Mike Oldfield)
- 1987: The Time Has Come (met Mike Oldfield)
- 1989: Innocent (met Mike Oldfield)
- 1994: Voices
- 1994: All Kinds of People
- 1997: Han Er Meg Kjær

## Filmografie
- 1971: Wenn mein Schätzchen auf die Pauke haut
- 1971: Rudi, benimm dich!
- 1973: Alter Kahn und junge Liebe
- 1985: Deilig er fjorden!
- 1987: Turnaround
- 2024: Wer weiß denn sowas?